# Файберт, Петра
Петра Файберт (нем. Petra Feibert; при рождении Фойстель (нем. Feustel); 11 июня 1958, Гера — 18 июля 2010, Пирмазенс) — немецкая шахматистка, международный мастер среди женщин (1977).

## Шахматная карьера
Чемпионка ГДР (1974, 1976 и 1977).
В составе сборной ФРГ участница следующих соревнований
- 3 Олимпиады (1982—1986).
- 10-й Кубок северных стран[нем.] (1985) в г. Похья.

## Таблица результатов
| Год  | Город    | Турнир                          | + | − | = | Результат | Место |
| ---- | -------- | ------------------------------- | - | - | - | --------- | ----- |
| 1976 | Тбилиси  | 3-й женский межзональный турнир | 2 | 3 | 5 | 4½ из 10  | 7—8   |
| 1982 | Люцерн   | 10-я женская Олимпиада          | 4 | 2 | 7 | 7½ из 12  |       |
| 1984 | Салоники | 11-я женская Олимпиада          | 5 | 3 | 2 | 6 из 10   |       |
| 1986 | Дубай    | 12-я женская Олимпиада          | 4 | 2 | 7 | 7½ из 13  |       |

## Изменения рейтинга
| Графики недоступны из-за технических проблем. См. информацию на Фабрикаторе и на mediawiki.org. |